# والتر براون (لاعب كرة قاعدة)
والتر براون (بالإنجليزية: Walter Brown)‏ هو لاعب كرة قاعدة أمريكي، ولد في 23 أبريل 1915 في جيمستاون في الولايات المتحدة، وتوفي في 3 فبراير 1991 في Westfield, New York ‏ في الولايات المتحدة.

## وصلات خارجية
- والتر براون على موقعبيزبول رفرنس.كوم (الدوري الرئيسي) (الإنجليزية)
- والتر براون على موقعبيزبول رفرنس.كوم (الدوري الثانوي) (الإنجليزية)